# Église Saint-Étienne de Nidolères
Pour les articles homonymes, voir église Saint-Étienne.
L'église Saint-Étienne de Nidolères est une église romane en ruines située au lieu-dit Nidolères, à Tresserre, dans le département français des Pyrénées-Orientales.